# Guillaume Séron
Guillaume Elie Désiré Fidèle Séron (* 19. April 1877 in Ixelles/Elsene; † nach 1900) war ein belgischer Wasserballer.
Er spielte beim Brüsseler Schwimm- und Wasserballverein, welcher zum Vertreter Belgiens bei den Olympischen Sommerspielen 1900 gewählt wurde. Im olympischen Turnier schaffte es das Team nach einem 2:0- und einem 5:1-Sieg gegen die Teams Pupilles de Neptune de Lille I und Libelulle de Paris, beide für Frankreich angetreten, bis in das Finale, in dem sie mit 2:7 gegen den Osborne Swimming Club aus Manchester verloren, welcher Großbritannien repräsentierte, und damit die Silbermedaille gewannen.